# Lugny-Bourbonnais
Lugny-Bourbonnais é uma comuna francesa na região administrativa do Centro, no departamento Cher. Estende-se por uma área de 5,5 km². Em 2010 a comuna tinha 34 habitantes (densidade: 6,2 hab./km²).